# Distrito electoral federal 10 de la Ciudad de México
El X Distrito Electoral Federal de Ciudad de México es uno de los 300 Distritos Electorales en los que se encuentra dividido el territorio de México y uno de los 24 en los que se divide Ciudad de México. Su cabecera es la alcaldía Miguel Hidalgo.
Desde la distritación de 2005 está formado por el territorio de la alcaldía Miguel Hidalgo íntegramente.

## Distritaciones anteriores
El X Distrito de Ciudad de México (entonces Distrito Federal) surgió en 1863 para la conformación de la III Legislatura del Congreso de la Unión, con Juan José Baz como primer diputado federal por este distrito.

### Distritación 1978 - 1996
Para la distritación de 1978, vigente hasta 1996, el X Distrito se ubicó dentro del territorio de la delegación Gustavo A. Madero.

### Distritación 1996 - 2005
Para la distritación de 1996, el X distrito se estableció en gran parte del territorio de la delegación Miguel Hidalgo, formado por 196 secciones electorales.

### Distritación 2005 - 2017
La distritación de marzo de 2005, el territorio fue ampliado para ocupar la totalidad de la delegación Miguel Hidalgo con 271 secciones.

## Diputados por el distrito
| Diputado                                                     | Diputado                         | Grupo parlamentario | Legislatura    | Periodo     |
| ------------------------------------------------------------ | -------------------------------- | ------------------- | -------------- | ----------- |
|                                                              | Juan José Baz                    |                     | III            | 1863 - 1865 |
|                                                              | Mariano Rojo                     |                     | IV V           | 1867 - 1871 |
| Vacante                                                      | Vacante                          | Vacante             | VI             | 1871 - 1873 |
|                                                              | Francisco Morales Medina         |                     | VII            | 1873 - 1875 |
| Vacante                                                      | Vacante                          | Vacante             | VIII           | 1875 - 1878 |
|                                                              | Francisco T. Gordillo            |                     | IX             | 1878 - 1880 |
|                                                              | Florencio Riestra                |                     | X              | 1880 - 1882 |
|                                                              | Justo Benítez                    |                     | XI             | 1882 - 1884 |
| Vacante                                                      | Vacante                          | Vacante             | XII            | 1884 - 1886 |
|                                                              | Alberto Terreros                 |                     | XIII           | 1886 - 1888 |
|                                                              | Agustín Arroyo de Anda           |                     | XIV XV         | 1888 - 1892 |
|                                                              | Emilio Pardo Jr.                 |                     | XVI XVII XVIII | 1892 - 1898 |
|                                                              | Enrique de Olavarría y Ferrari   |                     | XIX XX         | 1898 - 1902 |
| El X distrito es suprimido en 1902. Es restablecido en 1912. |                                  |                     |                |             |
|                                                              | Carlos B. Zetina                 |                     | XXVI           | 1912 - 1914 |
|                                                              | Fernando Vizcaíno                |                     | Constituyente  | 1916 - 1917 |
|                                                              | Manuel García Vigil              |                     | XXVII          | 1917 - 1918 |
|                                                              | Rafael Cárdenas Zepeda           | PLN                 | XXVIII         | 1918 - 1920 |
|                                                              | Octavio Paz Solórzano            | PNA                 | XXIX           | 1920 - 1922 |
|                                                              | Mauricio Gómez                   |                     | XXX            | 1922 - 1924 |
|                                                              | José F. Gutiérrez                |                     | XXXI XXXII     | 1924 - 1928 |
|                                                              | Ernesto Prieto                   | CI                  | XXXIII         | 1928 - 1930 |
| Vacante                                                      | Vacante                          | Vacante             | XXXIV          | 1930 - 1932 |
|                                                              | José Torres H.                   |                     | XXXV           | 1932 - 1934 |
|                                                              | Manuel Ramos                     |                     | XXXVI          | 1934 - 1937 |
|                                                              | Manuel Flores Villar             |                     | XXXVII         | 1937 - 1940 |
|                                                              | Carlos Zapata Vela               |                     | XXXVIII        | 1940 - 1943 |
|                                                              | Antonio Ulíbarri Camacho         |                     | XXXIX          | 1943 - 1946 |
|                                                              | Victor Herrera González          |                     | XL             | 1946 - 1949 |
|                                                              | Eduardo Facha Gutiérrez          |                     | XLI            | 1949 - 1952 |
|                                                              | Antonio Rivas Ramírez            |                     | XLII           | 1952 - 1955 |
|                                                              | José Rodríguez Granada           |                     | XLIII          | 1955 - 1958 |
|                                                              | Roberto Gavaldón                 |                     | XLIV           | 1958 - 1961 |
|                                                              | Manuel Álvarez González          |                     | XLV            | 1961 - 1964 |
|                                                              | Juan Moisés Calleja García       |                     | XLVI           | 1964 - 1967 |
|                                                              | Manuel Álvarez González          |                     | XLVII          | 1967 - 1970 |
|                                                              | Juan Moisés Calleja García       |                     | XLVIII         | 1970 - 1973 |
|                                                              | Simón García Rodríguez           |                     | XLIX           | 1973 - 1976 |
|                                                              | Gloria Carrillo Salinas          |                     | L              | 1976 - 1979 |
|                                                              | Ignacio Zúñiga González          |                     | LI             | 1979 - 1982 |
|                                                              | Manuel Osante López              |                     | LII            | 1982 - 1985 |
|                                                              | Jaime Aguilar Álvarez Mazarrasa  |                     | LIII           | 1985 - 1988 |
|                                                              | Jorge Gómez Villareal            |                     | LIV            | 1988 - 1991 |
|                                                              | Manuel Solares Mendiola          |                     | LV             | 1991 - 1994 |
|                                                              | Jaime Jesús Arceo Castro         |                     | LVI            | 1994 - 1997 |
|                                                              | Cuauhtémoc Velasco Oliva         |                     | LVII           | 1997 - 2000 |
|                                                              | Mauricio Candiani                |                     | LVIII          | 2000 - 2003 |
|                                                              | Roberto Colín Gamboa             |                     | LIX            | 2003 - 2006 |
|                                                              | María Gabriela González Martínez |                     | LX             | 2006 - 2009 |
|                                                              | Gabriela Cuevas Barrón           |                     | LXI            | 2009 - 2012 |
|                                                              | Agustín Barrios Gómez Segues     |                     | LXII           | 2012 - 2015 |
|                                                              | Jorge Triana Tena                |                     | LXIII          | 2015 - 2018 |
|                                                              | Javier Hidalgo Ponce             |                     | LXIV           | 2018 - 2021 |
|                                                              | Margarita Zavala Gómez del Campo |                     | LXV LXVI       | 2021 -      |

## Resultados electorales

### 2021
|  | 56.23 % |

|  | 34.68 % |

|  | 4.60 % |

|  | 0.87 % |

|  | 1.12 % |

|  | 0.53 % |

|  | 00.10 % |

|  | 1.84 % |

|  | 100 % |

### 2018
|  | 37.43 % |

|  | 10.72 % |

|  | 4.18 % |

|  | 1.54 % |

|  | 42.93 % |

|  | 0.09 % |

|  | 3.09 % |

|  | 100.00 % |

### 2015
|  | 26.78 % |

|  | 15.00 % |

|  | 21.76 % |

|  | 2.65 % |

|  | 2.29 % |

|  | 15.22 % |

|  | 2.74 % |

|  | 5.74 % |

|  | 0.36 % |

|  | 7.42 % |

|  | 100.00 % |

### 2009
|  | 34.29 % |

|  | 15.14 % |

|  | 23.95 % |

|  | 6.86 % |

|  | 4.95 % |

|  | 2.68 % |

|  | 1.61 % |

|  | 0.46 % |

|  | 10.06 % |

|  | 100.00 % |